# يانغسي (الصين)
قرية يانغسي أو قرية الأقزام (بالصينية:  杨司 ) بالحروف اللاتينية: Yangsi) هي قرية في مقاطعة سيتشوان جنوب غرب الصين، والتي اشتهرت بنسبة الأشخاص فيها الذين يعانون من القزامة. حيث أن ما يقارب 40% من سكان هذه القرية من الأقزام الذين لا تتجاوز أطوالهم 115 سم تقريبا، إن هذه النسب الكبيرة من الأقزام داخل القرية لا يمكن أعتبارها مجرد صدفة، حيث يعتقد الكثير بأن هناك أمر ما مسؤول عن حدوث هذا الشيء.

## لغز مدينة الأقزام في الصين
من خلال الحديث مع المعمرين في القرية تم التوصل لبعض المعلومات والدلائل، حيث يدّعي أحدهم بأنه خلال أحد أيام الصيف تعرضت القرية لوباء أثّر على نمو الأطفال، ومنذ تعرض الأطفال لهذا الوباء لم يزدد طولهم أبدا، وتعرّض البعض منهم لأحد أشكال الإعاقات، ولم يتوقف الأمر عند هذا الحد، حيث أن الأجيال توارثت هذا التأثير الناتج عن الوباء، وأصبح المواليد الجدد يعانون من نقص النمو.
تم إرسال العديد من البعثات العلمية لتلك القرية لدراسة بيئتها ونظامها الغذائي، ومعرفة إذا ما كان هناك علامات مميزة يمكنها حل لغز الأقزام، وتم كذلك إجراء الفحوصات على أجسام الأقزام للتأكد من وجود أي خلل. لكن لم تعثر أي من هذه البعثات العلمية على أي دليل يفسّر نسبة الأقزام العالية في تلك القرية.

### تفسيرات غريبة
هذا فضلا عن بعض التفسيرات الأخرى الغريبة، من قبيل أن قِوى الشر والظلام غزت قريتهم؛ فمنهم يعتقد أن السبب في ذلك، اللعنةُ التي حلّت عليهم من جرّاء الدفن غير اللائق لأجدادهم وآبائهم، إلى غير ذلك من التأويلات التي تنِمُّ عن جهل أصحابها.وعلى أيٍّ كانت الأسباب وراء تفشي هذا المرض، والذي انتشر بشكل كبير في الجيل القديم ـ من كبار السن في القرية؛ فإنه ظلّ بمنأى عن جيل الشباب في الوقت الراهن، وهو ما يُنبِئ بقُرب مغادرة ظاهرة التقزُّم لقرية “يانغسي” الصينية، وعودة الأمور لسابق عهدها

## مدينة الأقزام الثانية[2]
ليست قرية يانغسي هي الوحيدة التي تحتوي على نسب أقزام مرتفعة، بل هناك مدينة أخرى للأقزام تتواجد في مدينة كونمينج، في مقاطعة يوننان، ولكن تختلف هذه المدينة عن يانغسي بأنها تجمّع للأقزام من عدة مناطق مختلفة لا تربطهم صلة قرابة، ولكن كلهم مشتركون بصفة واحدة بأن أطوالهم لا تتجاوز 140 سم، وقد قام هؤلا الأقزام ببناء مدينتهم الخاصة والتي تحتوي على شرطة ومصلحة إطفاء خاصة بها ومنفصلة عن الحكومة الصينية، وكما يحكم هذه المدينة أمبراطور وأمبراطورة.

### نشأة مدينة الأقزام
تم إنشاء هذه المدينة في عام 2009 من قبل مجموعة من الأقزام الذين يسكنون جبال مدينة كونمينج على أحد الجبال، وقد اختارو تصميم منازل المدينة على شكل الفطر، وتقوم مجموعة الأقزام في هذه المدينة بعمل عروض للسيّاح بشكل يومي، حتى أصبحت هذه المدينة محطة مهمة للسياح.

### المظهر العام لمدينة الأقزام
تحتوي المدينة على جميع المرافق العامة والخدمات جميعها متوفرة سواء كانت محلات ومطاعم ووزارة للصحة وإدارة للعلاقات العامة والمدارس والمستشفيات وبالنسبة إلى الديكورات الخاصة بمنازل القرية، فجميعها صغيرة الحجم مناسبة إلى أحجام سكانها ومصممة على شكل نبات الفطر تشبه منازل السنافر، مما يعطي لها الشكل الساحر الخيالي الواضح الذي يجعلك تسحر به.

### نظام الحياة
إنّ حياتهم مليئة بالسعادة والمرح حيث أن أغلب سكانها يعملون بالعروض الفنية والغناء والرقص، حتى يشعر السائحون الذين يذهبون إلى هناك بالاستمتاع والمرح. كما أنهم دائماً يستقبلون السياح بالورد وبشاشة الوجه ويرتدون أيضاً الأزياء الغريبة و ملابس الأبطال الخارقين التي تجذب إليهم الزائرين. كما أن المدينة تعد مملكة صغيرة ويحكمها ملك قزم نُصّب من قبل سكانها، ولديه أيضاً حراس من الأقزام يعملون على مراعاة الملك والحفاظ على أمن المدينة. كما أيضاً يوجد جهاز شرطة بالمدينة يعمل به عدد كبير من الأقزام من أجل الحفاظ على أمن المدينة وأيضاً يوجد بها عدد من رجال الإطفاء.

### الهدف من إنشاء مدينة الأقزام
من الواضح أن الهدف من بناء مدينة الأقزام هو هدف سياحي. لكن قال معظم الأشخاص الذين يعيشون بها أن الهدف الأساسي من بناء المدينة هو وقف التمييز والاضطهاد اللذان كانوا يعانون منه وسط الأشخاص ذوو الطول الطبيعي. و لكن بعض التقارير قالت أنه كان هناك مخطط سياحي لهذا. الشيء الواضح بالنسبة للسكان هم أنّهم بالفعل قاموا بالهروب من العنصرية، والهروب من السخرية التي لم يشعروا بها في مدينتهم الجديدة، فوجدوا بها هدفا رائعا لحياتهم، حيث العمل بهدوء والراحة بدون أي إزعاج أو الشعور ولو للحظة واحده بالتمييز، فيحصلون على كافة حقوقهم وينعمون بحياة كريمة وسعيدة.